# چشمه سنگ بند (۲)
چشمه سنگ بند یک روستا در ایران است که در دهستان محمدآباد (مرودشت) واقع شده‌است. چشمه سنگ بند ۴۸ نفر جمعیت دارد.